# 쿼드시티 말라즈
| 쿼드시티 말라즈 |                               |
| 콘퍼런스        | 서부 콘퍼런스                 |
| 디비전          | 센트럴 디비전                 |
| 설립연도        | 2009년 2014년(ECHL 가입)      |
| 해체연도        |                               |
| 역사            | 쿼드시티 말라즈 (2009년~현재) |
| 경기장          | 아이와이어리스 센터           |
| 연고지          | 일리노이주 멀린               |
| 상징색          | 검정, 초록, 오렌지, 하양      |
| 구단주          | 조던 멜빌                     |
| 단장            | -                             |
| 감독            | 테리 러스코브스키             |
| NHL 제휴        | 베이거스 골든 나이츠          |
| AHL 제휴        | 시카고 울브스                 |
| 정규시즌 우승   | -                             |
| 콘퍼런스 우승   | -                             |
| 디비전 우승     | -                             |
| 켈리 컵         | -                             |
| 영구 결번       | -                             |

쿼드시티 말라즈(Quad City Mallards)는 미국 일리노이주 멀린을 연고지로 하는 ECHL의 서부 콘퍼런스 센트럴 디비전 소속 아이스 하키팀이다. 2009년부터 2014년까지 CHL에 참가하였다가, 2014~2015시즌부터 ECHL로 옮겼다.

## 역대 홈경기장
| 경기장              | 사용기간    | 수용인원 | 장소            | 비고 |
| ------------------- | ----------- | -------- | --------------- | ---- |
| 쿼드시티 말라즈     |             |          |                 |      |
| 아이와이어리스 센터 | 2009년~현재 | 9,200명  | 일리노이주 멀린 | 빈칸 |